# Un largo amor
Un largo amor é uma telenovela mexicana, produzida pela Televisa e exibida em 1964 pelo Telesistema Mexicano.

## Elenco
- Antonio Bravo
- Enrique García Álvarez
- Queta Lavat